# Moby Dick
Moby Dick ili Bijeli kit (eng. Moby-Dick, or The Whale), roman američkog književnika Hermana Melvillea objavljen 1851. Drže ga djelom epske snage i jednim od najviših dosega američke književnosti.
Priča je ispripovijedana kroz lik mornara Ishmaela, i uvodi čitatelja u svijet lova na kitove s polazištem na otoku Nantucketu u Novoj Engleskoj. Ishmael priča priču o kapetanu Ahabu i njegovoj opsesivnoj potrazi za Moby Dickom, bijelim kitom koji mu je odgrizao potkoljenicu. Ahab zapovijeda kitolovcem Pequod, a njegova potjera i bitka s Moby Dickom je simbolično-alegorijski prikaz bitke čovjeka i prirode, čovjeka i Boga, sprege dobra i zla. Pustolovno-metafizička knjiga stilski više nalikuje na drevne epove i Bibliju nego na roman napisan u bilo kojem razdoblju. Melville se služi arhaičnim i melodioznim jezikom, a psihološko portretiranje likova ga ne zanima već stvara snažne dramsko-pjesničke slike, i filozofeme visoke retorike. 
Autor ga je posvetio svom suvremeniku, piscu Nathanielu Hawthorneu. U vrijeme objave roman prolazi gotovo nezapaženo.  Nije polučio komercijalni uspjeh, a u vrijeme Melvilleove smrti knjiga se više nije ni izdavala. U 20. stoljeću se prepoznaje njena literarna snaga te ulazi među kanone američke književnosti i na popis tzv. Velikih američkih romana (Great American Novel). Među poklonicima Moby Dicka kao jedinstvene i autentične knjige bili su William Faulkner i D. H. Lawrence.